# Intigam Alijev
Intigam Kamil oglu Aliyev (* 30. listopadu 1962, Puškin (dnes Bilasuvar), Ázerbájdžánská SSR) je ázerbájdžánský právník, lidskoprávní aktivista a bývalý politický vězeň. Je zakladatelem organizace Legal Education Society (LES), která poskytuje právní pomoc řadě ázerbájdžánských aktivistů perzekvovaným za pokojné protesty, rozkrývání korupce nebo kritické články.
V roce 2014 byl zatčen a obviněn z údajných daňových úniků. Obvinění však byla politicky motivována, na což upozorňovaly mezinárodní lidskoprávní organizace. V roce 2015 odsouzen k 7,5 roku vězení. Podmínečně propuštěn byl 28. března 2016.
Je držitelem řady mezinárodních ocenění, mj. získal v roce 2012 cenu Homo Homini udělovanou organizací Člověk v tísni.